# Rue Malus (Lille)
Pour les articles homonymes, voir Rue Malus.
La rue Malus est une voie du quartier Saint Michel à Lille, où les facultés de l'université de Lille ont été bâtis à la fin du XIXe siècle. Y sont situés l'Institut de sciences naturelles et le Musée d'histoire naturelle de Lille, ainsi que l'Institut industriel du Nord.
Elle est nommée en l'honneur d'Étienne Louis Malus, qui est notamment l'un des fondateurs de la société des sciences, de l'agriculture et des arts de Lille en 1802.

## Institut industriel du Nord
L’Institut industriel du Nord de la France, appelé couramment Institut industriel du Nord ou I.D.N., est l'entité de recherche et de formation des ingénieurs à l’École centrale de Lille de 1872 à 1991. L'institut déménage à Pâques 1875 dans des bâtiments dédiés sur un terrain de 7 716 m2 entre la rue Jeanne-d'Arc, la rue Jean-Bart, la rue de Bruxelles et la rue Malus, en remplacement des locaux de la rue du Lombard utilisés depuis 1854 pour la formation des ingénieurs lillois.
Les bâtiments de l'Institut industriel du Nord (IDN) ont été construits entre 1873 et 1875, selon les plans de l'architecte Charles Alexandre Marteau et sous la direction de l'ingénieur des ponts Henri Masquelez.
En 1968, le bâtiment est réattribué au ministère de l'équipement et a bénéficié de nombreuses transformations intérieures, tandis que l'Institut industriel du Nord déménage sur le campus universitaire de la Cité scientifique dans les locaux actuels de l'École centrale de Lille.
Le bâtiment héberge des bureaux du Ministère de l'Écologie, du Développement durable, des Transports et du Logement (ministère de l'équipement), en particulier le siège de la direction territoriale Nord-Picardie du Cerema (ancien CETE Nord-Picardie), la direction interdépartementale des routes Nord (DRE) et l'institut national de l'information géographique et forestière (IGN).

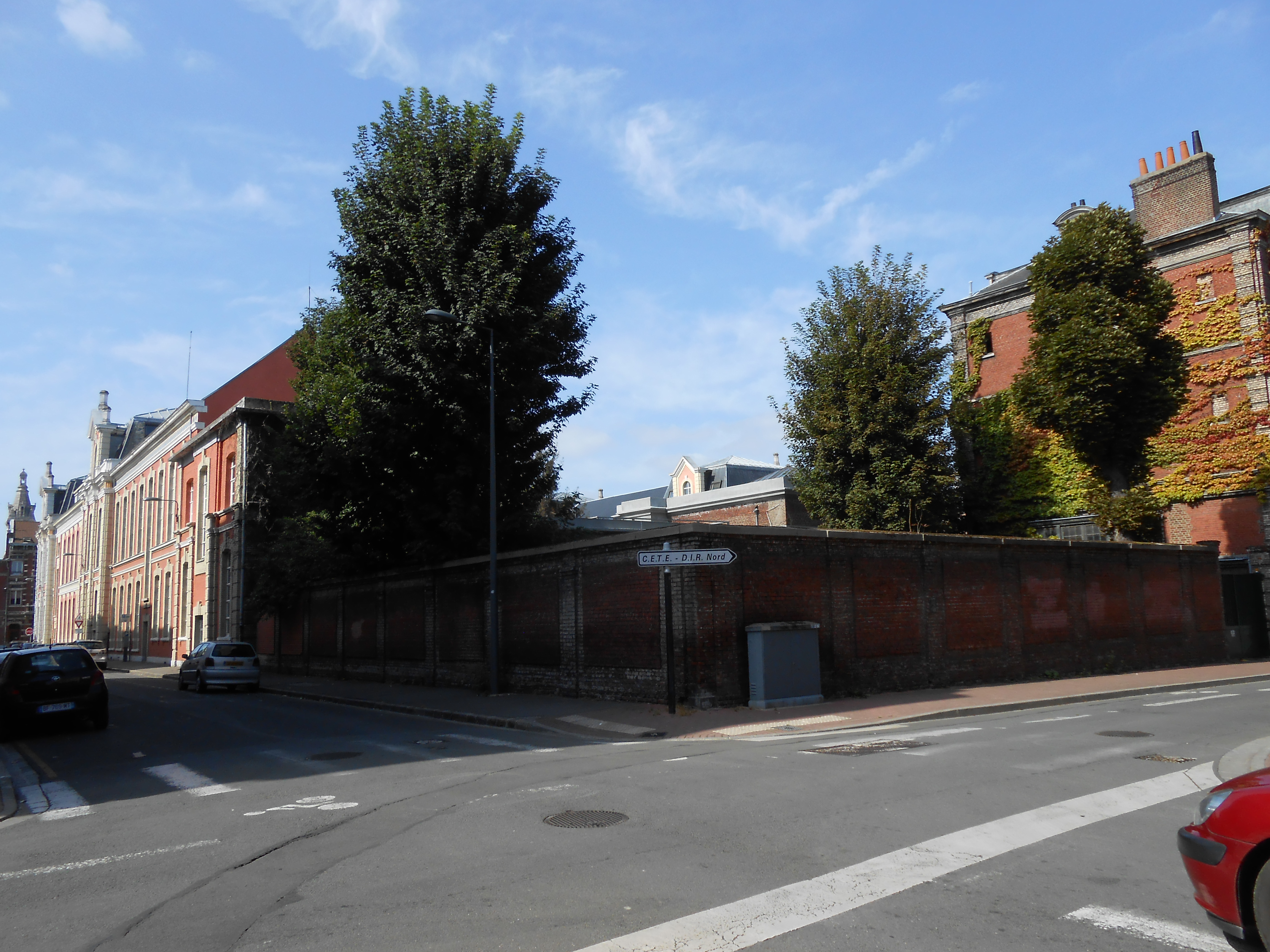
Intersection de la rue Malus avec la rue de Bruxelles
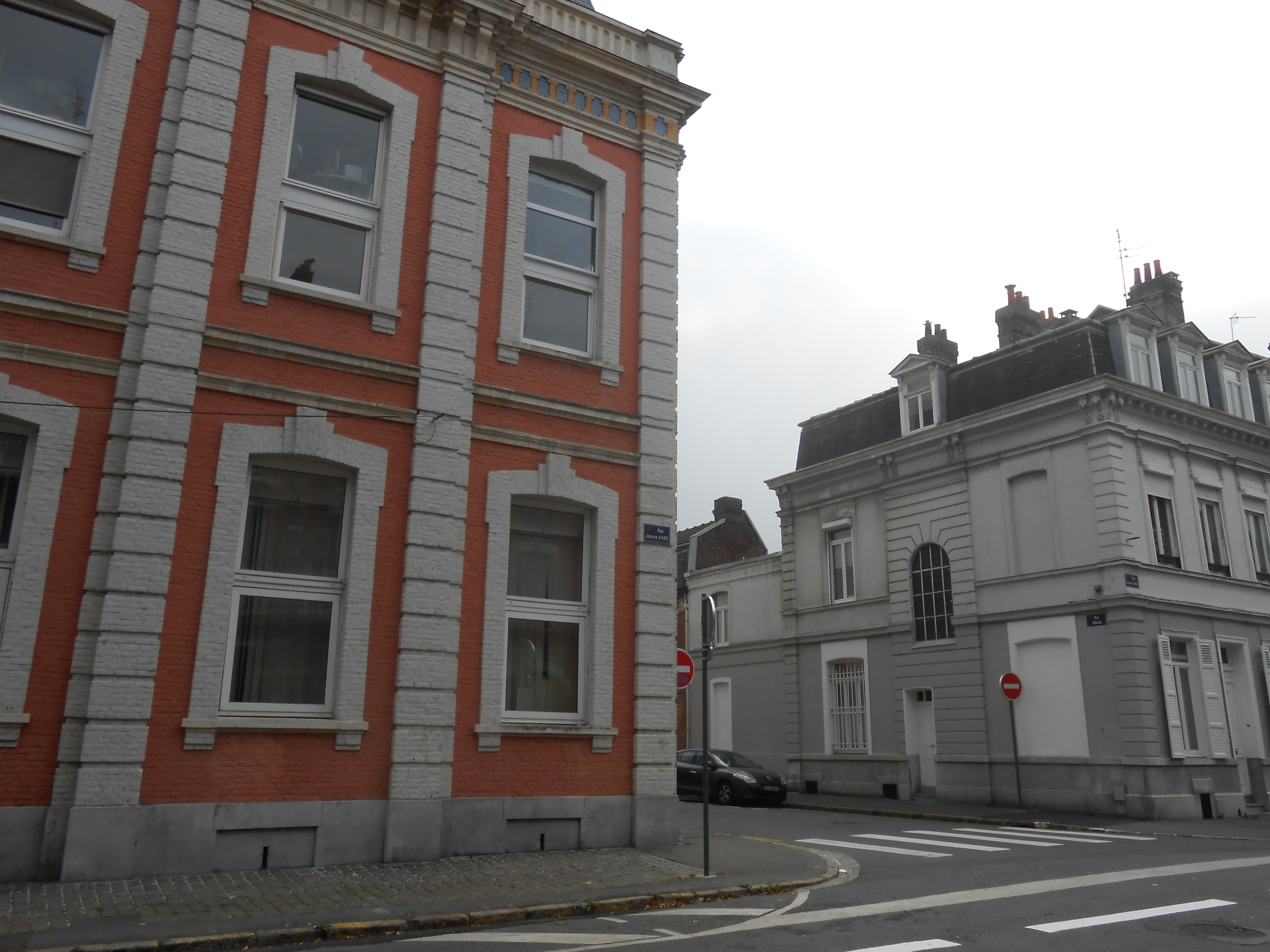
Intersection de la rue Malus avec la rue Jeanne-d'Arc

## Institut de sciences naturelles de Lille
En 1895, l'institut des sciences naturelles de Lille s'installe dans le quadrilatère limité par la rue de Bruxelles, la rue Malus, la rue Claude-Bernard et la rue Gosselet, jouxtant l'Institut industriel du Nord par la rue de Bruxelles et la rue Malus.
Il se trouve donc, de 1895 à 1968, à l'arrière du musée d'histoire naturelle, avant son déménagement sur le campus de l'université de (Lille I).